# Elezioni regionali in Toscana del 2015
Le elezioni regionali italiane del 2015 in Toscana si sono tenute il 31 maggio, contestualmente alle altre 6 regioni chiamate al voto: Veneto, Liguria, Umbria, Marche, Campania e Puglia. A differenza che nelle altre regioni dove il Presidente è eletto con un turno unico, in Toscana è previsto un ballottaggio tra i due candidati più votati nel caso in cui nessun candidato raggiunga il 40% dei voti al primo turno.

## Candidati alla presidenza
I candidati alla presidenza, con le rispettive liste a sostegno - così come depositate in Corte d'Appello alla scadenza di legge delle ore 12 del 2 maggio sono (in ordine alfabetico):
- Claudio Borghi Aquilini, Lega Nord, responsabile economico del partito sostenuto da Lega Nord e Fratelli d'Italia - Alleanza Nazionale;
- Gabriele Chiurli, ex consigliere della Lega Nord sostenuto dalla lista Democrazia Diretta;
- Tommaso Fattori, sostenuto dalla lista Sì Toscana a Sinistra;
- Giacomo Giannarelli, sostenuto dal Movimento 5 Stelle;
- Giovanni Lamioni, sostenuto da Area Popolare (NCD e UdC);
- Stefano Mugnai, Forza Italia, sostenuto da Forza Italia e Lega Toscana - Più Toscana;
- Enrico Rossi, PD, sostenuto dalle liste Partito Democratico e Il Popolo Toscano.

## Affluenza alle urne
- Alle ore 12 avevano votato il 14,65% degli aventi diritto.
- L'affluenza definitiva alle ore 23 è stata pari al 48,28%, per un totale di 1.441.504 votanti su 2.985.690 cittadini elettori.

| Provincia     | Affluenza |
| ------------- | --------- |
| Toscana       | 48,28%    |
| Arezzo        | 51,03%    |
| Firenze       | 48,73%    |
| Grosseto      | 49,00%    |
| Livorno       | 46,26%    |
| Lucca         | 45,90%    |
| Massa-Carrara | 45,52%    |
| Pisa          | 50,46%    |
| Pistoia       | 47,00%    |
| Prato         | 45,82%    |
| Siena         | 51,51%    |

## Risultati elettorali
Fonte:  Dati Regione Toscana, su www2015.regione.toscana.it. URL consultato l'8 giugno 2015 (archiviato dall'url originale il 3 giugno 2015).
| Candidati                              | Candidati                              | Voti      | %     | Liste                   | Voti      | %     | Seggi |
| -------------------------------------- | -------------------------------------- | --------- | ----- | ----------------------- | --------- | ----- | ----- |
|                                        | Enrico Rossi ✔️ Presidente             | 656.920   | 48,02 | Partito Democratico     | 614.869   | 46,34 | 24    |
| Il Popolo Toscano                      | Enrico Rossi ✔️ Presidente             | 656.920   | 48,02 | 22.760                  | 1,72      | -     |       |
|                                        | Claudio Borghi Eletto consigliere      | 273.795   | 20,02 | Lega Nord               | 214.430   | 16,16 | 5     |
| Fratelli d'Italia - Alleanza Nazionale | Claudio Borghi Eletto consigliere      | 273.795   | 20,02 | 51.152                  | 3,85      | 1     |       |
|                                        | Giacomo Giannarelli Eletto consigliere | 205.818   | 15,05 | Movimento 5 Stelle      | 200.771   | 15,13 | 4     |
|                                        | Stefano Mugnai Eletto consigliere      | 124.432   | 9,10  | Forza Italia            | 112.658   | 8,49  | 1     |
| Lega Toscana - Più Toscana             | Stefano Mugnai Eletto consigliere      | 124.432   | 9,10  | 7.996                   | 0,60      | -     |       |
|                                        | Tommaso Fattori Eletto consigliere     | 85.870    | 6,28  | Sì Toscana a Sinistra   | 83.187    | 6,27  | 1     |
|                                        | Giovanni Lamioni                       | 17.416    | 1,27  | Passione per la Toscana | 15.837    | 1,19  | -     |
|                                        | Gabriele Chiurli                       | 3.621     | 0,26  | Democrazia Diretta      | 3.319     | 0,25  | -     |
| Totale                                 | Totale                                 | 1.367.872 |       |                         | 1.326.979 |       | 38+3  |
|                                        |                                        |           |       |                         |           |       |       |
| Schede bianche                         | Schede bianche                         | 22.632    | 1,57  |                         |           |       |       |
| Schede nulle                           | Schede nulle                           | 50.876    | 3,53  |                         |           |       |       |
| Schede contestate e non assegnate      | Schede contestate e non assegnate      | 124       | 0,01  |                         |           |       |       |
| Votanti                                | Votanti                                | 1.441.504 |       |                         |           |       |       |

1. ↑  Include L'Altra Europa con Tsipras, Sinistra Ecologia Libertà, Partito della Rifondazione Comunista, Partito dei Comunisti Italiani, Federazione dei Verdi

## Composizione del consiglio regionale
| Consigliere         | Lista                  | Circoscrizione       | Preferenze |
| ------------------- | ---------------------- | -------------------- | ---------- |
| Jacopo Alberti      | Lega                   | Firenze 1            | 3.276      |
| Gianni Anselmi      | PD                     | Livorno              | 11.709     |
| Stefano Baccelli    | PD                     | Lucca                | 12.239     |
| Massimo Baldi 1     | PD                     | Pistoia              | 8.420      |
| Paolo Bambagioni    | PD                     | Firenze 4            | 6.183      |
| Simone Bezzini      | PD                     | Siena                | 7.606      |
| Gabriele Bianchi    | M5S                    | Lucca                | 4.398      |
| Claudio Borghi      | Lega                   | Candidato presidente | -          |
| Ilaria Bugetti      | PD                     | Prato                | 6.529      |
| Giacomo Bugliani    | PD                     | Massa-Carrara        | 12.667     |
| Fiammetta Capirossi | PD                     | Firenze 2            | 7.352      |
| Enrico Cantone      | M5S                    | Livorno              | 4.229      |
| Marco Casucci       | Lega                   | Arezzo               | 3.574      |
| Nicola Ciolini      | PD                     | Prato                | 7.430      |
| Lucia De Robertis   | PD                     | Arezzo               | 5.776      |
| Giovanni Donzelli   | FdI                    | Firenze 1            | 1.973      |
| Tommaso Fattori     | Sì -Toscana a Sinistra | Candidato presidente | -          |
| Irene Galletti      | M5S                    | Pisa                 | 5.867      |
| Francesco Gazzetti  | PD                     | Livorno              | 10.446     |
| Eugenio Giani       | PD                     | Firenze 1            | 10.505     |
| Giacomo Giannarelli | M5S                    | Candidato presidente | -          |
| Ilaria Giovannetti  | PD                     | Lucca                | 9.277      |
| Leonardo Marras     | PD                     | Grosseto             | 10.265     |
| Antonio Mazzeo      | PD                     | Pisa                 | 10.515     |
| Elisabetta Meucci 2 | PD                     | Firenze 1            | 3.352      |
| Monia Monni         | PD                     | Firenze 4            | 7.247      |
| Elisa Montemagni    | Lega                   | Lucca                | 6.598      |
| Stefano Mugnai      | FI                     | Candidato presidente | -          |
| Alessandra Nardini  | PD                     | Pisa                 | 7.178      |
| Marco Niccolai      | PD                     | Pistoia              | 9.828      |
| Andrea Pieroni      | PD                     | Pisa                 | 6.155      |
| Andrea Quartini     | M5S                    | Firenze 1            | 2.563      |
| Roberto Salvini     | Lega                   | Pisa                 | 5.512      |
| Paolo Sarti         | Sì -Toscana a Sinistra | Firenze 1            | 2.116      |
| Stefano Scaramelli  | PD                     | Siena                | 15.259     |
| Enrico Sostegni     | PD                     | Firenze 3            | 9.662      |
| Serena Spinelli     | PD                     | Firenze 2            | 5.454      |
| Marco Stella        | FI                     | Firenze 1            | 3.193      |
| Manuel Vescovi      | Lega                   | Candidato regionale  | -          |
| Valentina Vadi 3    | PD                     | Arezzo               | 4.663      |

- 1 Subentra a Federica Fratoni, nominata assessore.
- 2 Subentra a Stefania Saccardi, nominata assessore.
- 3 Subentra a Vincenzo Ceccarelli, nominato assessore.
- In data 28.03.2017 Serena Spinelli lascia il gruppo PD e aderisce al gruppo misto, componente Articolo 1 - Movimento Democratico e Progressista.
- In data 23.05.2017 a Enrico Cantone (dimissionario) subentra Monica Pecori, che aderisce al gruppo misto, componente Toscana per Tutti.
- In data 11.04.2018 a Claudio Borghi, eletto deputato, subentra Roberto Biasci.
- In data 11.04.2018 a Giovanni Donzelli, eletto deputato, subentra Paolo Marcheschi.
- In data 11.04.2018 a Stefano Mugnai, eletto deputato, subentra Maurizio Marchetti.
- In data 11.04.2018 a Manuel Vescovi, eletto senatore, subentra Luciana Bartolini.
- In data 25.06.2019 a Valentina Vadi, eletta sindaco di San Giovanni Valdarno, subentra Simone Tartaro.
- In data 01.10.2019 Roberto Salvini aderisce al gruppo misto.
- In data 04.11.2019 Elisabetta Meucci e Stefano Scaramelli costituiscono il gruppo Italia Viva.
- In data 20.11.2019 Massimo Baldi aderisce al gruppo Italia Viva.

## Composizione della giunta regionale
| Carica                                                             | Titolare                      | Note   |
| ------------------------------------------------------------------ | ----------------------------- | ------ |
| Presidente                                                         | Enrico Rossi                  | Ex PCI |
| Vicepresidente; cultura, università e ricerca                      | Monica Barni (dal 30.07.2015) | -      |
| Presidenza                                                         | Vittorio Bugli                | Ex PCI |
| Infrastrutture, mobilità, urbanistica e politiche abitative        | Vincenzo Ceccarelli           | Ex PCI |
| Attività produttive, credito, turismo e commercio                  | Stefano Ciuoffo               | Ex DC  |
| Ambiente e difesa del suolo                                        | Federica Fratoni              | Ex PPI |
| Istruzione, formazione e lavoro                                    | Cristina Grieco               | -      |
| Agricoltura                                                        | Marco Remaschi                | Ex PSI |
| Diritto alla salute, al welfare e all'integrazione socio-sanitaria | Stefania Saccardi             | Ex DC  |